# Challenger de San Luis Potosí 2022
El torneo San Luis Open Challenger 2022, denominado por razones de patrocinio San Luis Open BMW fue un torneo de tenis perteneció al ATP Challenger Tour 2022 en la categoría Challenger 80. Se trató de la 27ª edición; el torneo tuvo lugar en la ciudad de San Luis Potosí (México), desde el 11 hasta el 17 de abril de 2022 sobre pista dura bajo techo de tierra batida al aire libre.

## Jugadores participantes del cuadro de individuales
| Favorito | País                      | Jugador            | Rank1 | Posición en el torneo |
| -------- | ------------------------- | ------------------ | ----- | --------------------- |
| 1        | Bandera de Eslovaquia     | Andrej Martin      | 129   | Cuartos de final      |
| 2        | Bandera de Chile          | Nicolás Jarry      | 139   | Semifinales           |
| 3        | Bandera de Estados Unidos | Ernesto Escobedo   | 142   | Cuartos de final      |
| 4        | Bandera de Argentina      | Facundo Mena       | 159   | Primera ronda         |
| 5        | Bandera del Reino Unido   | Jay Clarke         | 166   | Segunda ronda         |
| 6        | Bandera de Suiza          | Marc-Andrea Hüsler | 176   | Semifinales           |
| 7        | Bandera de Italia         | Federico Gaio      | 186   | Segunda ronda         |
| 8        | Bandera de Argentina      | Renzo Olivo        | 203   | FINAL                 |

- 1 Se ha tomado en cuenta el ranking del 4 de abril de 2022.

### Otros participantes
Los siguientes jugadores recibieron una invitación (wild card), por lo tanto ingresan directamente al cuadro principal (WC):
- Alex Hernández
- Rodrigo Pacheco Méndez
- Shintaro Mochizuki

Los siguientes jugadores ingresan al cuadro principal tras disputar el cuadro clasificatorio (Q):
- Antoine Bellier
- Hady Habib
- Gilbert Klier Júnior
- Roberto Quiroz
- Shang Juncheng
- Matías Zukas

## Campeones

### Individual Masculino
- Antoine Bellier derrotó en la final a  Renzo Olivo, 6–7(2), 6–4, 7–5

### Dobles Masculino
- Nicolás Barrientos /  Miguel Ángel Reyes-Varela derrotaron en la final a  Luis David Martínez /  Felipe Meligeni Alves, 7–6(11), 6–2